# 프리드리히 콘칠리아
프리드리히 콘칠리아(1948년 2월 25일 ~ )는 오스트리아의 은퇴한 축구 선수이다.

## 국가대표 경력
그는 1970년 오스트리아대표팀에 데뷔했다. 그는 1978년 FIFA 월드컵과 1982년 FIFA 월드컵 대표 선수로 선발되었다. 그는 국제 A매치 85경기에 출전했다.

## 통계
| 오스트리아 | 오스트리아 | 오스트리아 |
| 연도       | 출전       | 골         |
| ---------- | ---------- | ---------- |
| 1970       | 3          | 0          |
| 1971       | 0          | 0          |
| 1972       | 1          | 0          |
| 1973       | 5          | 0          |
| 1974       | 1          | 0          |
| 1975       | 7          | 0          |
| 1976       | 8          | 0          |
| 1977       | 8          | 0          |
| 1978       | 11         | 0          |
| 1979       | 8          | 0          |
| 1980       | 4          | 0          |
| 1981       | 3          | 0          |
| 1982       | 9          | 0          |
| 1983       | 6          | 0          |
| 1984       | 7          | 0          |
| 1985       | 4          | 0          |
| 합계       | 85         | 0          |